# Mind of a Toy
Mind Of A Toy är en låt av New romanticbandet Visage, släppt som singel på Polygram Records i mars 1981. Den skrevs av medlemmarna i Visage. Den låg på englandslistan i 8 veckor och nådde som bäst en trettonde placering.  
Titelspåret finns också med på Visage's debutalbum.

## Låtlista
12" version:
1. Mind Of A Toy (Dance mix) - 5:14
2. We Move (Dance mix) - 6:28
3. Frequency 7 (Dance mix) - 5:02

## Medverkande
- Steve Strange (sång)
- Midge Ure (gitarr, andrasång)
- Billy Currie (synthesizer)
- John McGeoch (gitarr)
- Rusty Egan (trummor, elektrisk trumprogrammering)
- Dave Formula (synthesizer)